# Сензорна трансдукција
Сензорна трансдукција је претварање сензорног стимулуса из једног облика у други, односно специјализоване ћелије (рецептори) детектују стимулус који делује на њих и претварају његову енергију у електричну енергију акционог потенцијала. Трансдукција у нервном систему се обично односи на догађаје који упозоравају на стимулус где се исти претвара у акциони потенцијал, који се преноси дуж аксона ка централном нервном систему ради интеграције. То је корак у ширем процесу сензорне обраде.
Рецепторска ћелија претвара енергију из стимулуса у електрични сигнал. Рецептори су широко подељени у две главне категорије: екстероцептори, који примају спољашње сензорне стимулусе, и интероцептори, који примају унутрашње сензорне стимулусе. Интероцептори се још могу поделити на: проприоцепторе (информације о положају и кретању тела) и висцероцепторе (информације о променама из унутрашњих органа).

## Трансдукција и чула

### Визуелни систем
У визуелном систему, сензорне ћелије које се зову штапићи и чепићи у мрежњачи претварају физичку енергију светлосних сигнала у електричне импулсе који путују до мозга. Светлост изазива конформациону промену у протеину званом родопсин. Ова конформациона промена покреће низ молекуларних догађаја који резултирају смањењем електрохемијског градијента фоторецептора. Смањење електрохемијског градијента узрокује смањење електричних сигнала који иду до мозга. Дакле, у овом примеру, више светлости која погађа фоторецептор резултира трансдукцијом сигнала у мање електричних импулса, ефективно преносећи тај стимуланс мозгу. Промена у ослобађању неуротрансмитера је посредована преко другог система гласника. Промена у ослобађању неуротрансмитера се врши помоћу штапића. Због промене, промена интензитета светлости узрокује да одговор штапића буде много спорији од очекиваног (за процес повезан са нервним системом).

### Аудиторни систем
У слушном систему, звучне вибрације (механичка енергија) се претварају у електричну енергију помоћу трепљастих ћелија у унутрашњем уху. Звучне вибрације предмета изазивају вибрације у молекулима ваздуха, који заузврат вибрирају бубну опну. Померање бубне опне изазива вибрирање костију средњег ува (кошице). Ове вибрације затим прелазе у пужа, орган слуха. Унутар пуж, трепљасте ћелије на сензорном епителу Кортијевог органа се савијају и изазивају померање базиларне мембране. Мембрана се таласа у таласима различите величине у зависности од фреквенције звука. Трепљасте ћелије су тада способне да претворе овај покрет (механичку енергију) у електричне сигнале (градуисани потенцијали рецептора) који путују дуж слушних нерава до центара за слух у мозгу.

### Олфаткорни систем
У олфакторном систему, молекули мириса у слузи се везују за Г-протеинске рецепторе на мирисним ћелијама. Г-протеин активира низводну сигналну каскаду која узрокује повећан ниво цикличког АМП (цАМП), који покреће ослобађање неуротрансмитера.

### Густитативни систем
У систему укуса, перцепција пет примарних квалитета укуса (слатко, слано, кисело, горко и умами) зависи од путева трансдукције укуса, преко ћелија рецептора укуса, Г протеина, јонских канала и ефекторских ензима.

### Соматосензорни систем
У соматосензорном систему сензорна трансдукција углавном укључује конверзију механичког сигнала као што је притисак, компресија коже, истезање, вибрација у електро-јонске импулсе кроз процес механотрансдукције. Такође укључује сензорну трансдукцију у вези са термоцепцијом и ноцицепцијом.